# Eberhard 1. af Württemberg (hertug)
Eberhard 1 af Württemberg (hertug) (11. december 1445, Urach – 24. februar 1496, Tübingen) var greve af Württemberg-Urach fra 1459 til 1495. Han blev den første hertug af Württemberg fra 1482, han fik hertug titel i 1495. Han blev gift med Barbara Gonzaga 12. april 1474, datter af Ludovico 2. Gonzaga, Marquis af Mantua, der var medlem af en rig og respekteret italiensk familie. I 1492 blev han tildelt ordenen Den gyldne Vlies af den tyske konge Maximilian 1. .